# Maria Lang
Maria Lang, pseudoniem van Dagmar Maria Lange (Västerås, 31 maart 1914 - Nora, 9 oktober 1991), was een Zweeds literatuurwetenschapper, rector en schrijfster van misdaad- en detectiveromans. Ze schreef een van de eerste detectiveromans in het Zweeds en maakte het genre mee populair in haar land.

## Biografie
Dagmar Lange werd in 1914 geboren in Västerås en behaalde in 1946 een doctoraat in literaire geschiedenis aan de Universiteit van Stockholm met een proefschrift over Pontus Wikner (Pontus Wikner som vitter författare). Van 1948 tot 1968 was Lange studierektor aan de Nya elementarskolan för flickor – Ahlströmska skolan (meisjesbasisschool) in het centrum van Stockholm en docent van 1952 tot 1972. Toen ze studierektor was, woonde ze in de westelijke vleugel van de school in Kommensdörsgatan 31. Het schoolgebouw bestond uit klaslokalen en woningen.
Maria Langs eerste detectiveroman Mördaren ljuger inte ensam werd in 1949 gepubliceerd en kreeg goede kritieken maar zorgde ook voor controverse omdat twee van de hoofdkarakters een homoseksuele relatie hadden. Lang schreef drieënveertig detectiveromans alsook vier misdaadromans voor adolescenten. De meeste van haar verhalen vinden plaats in het fictieve stadje Skoga, gebaseerd op Langs woonplaats Nora. Haar laatste boek Se Skoga och sedan... verscheen in 1990. Lang was een van de dertien oorspronkelijke leden van de Svenska Deckarakademin (Zweedse academie voor misdaadschrijvers) bij de oprichting in 1971.
In 2013 werden zes van haar romans verfilmd en gebracht als miniserie, de Maria Lang mysteries op de Zweedse zender TV4.

### Misdaadromans
- Mördaren ljuger inte ensam (1949) (verfilmd in 2013)
- Farligt att förtära (1950)
- Inte flera mord (1951) (verfilmd in 2013)
- En skugga blott (1952)
- Rosor, kyssar och döden (1953) (verfilmd in 2013)
- Tragedi på en lantkyrkogård (1954) (verfilmd in 1960 onder de naam När mörkret faller en in 2013)
- Se döden på dig väntar (1955)
- Mörkögda augustinatt (1956)
- Kung Liljekonvalje av dungen (1957) (verfilmd in 1961 onder de naam Ljuvlig är sommarnatten en in 2013)
- Farliga drömmar (1958) (verfilmd in 2013)
- Ofärd i huset bor (1959)
- Vår sång blir stum (1960)
- Att vara kvinna (1961)
- En främmande man (1962)
- Tre små gummor (1963)
- Ögonen (1964),
- Siden sammet (1964)
- De röda kattorna (1965)
- Svart sommar (1966)
- Vitklädd med ljus i hår (1967)
- Ingen returbiljett (1968)
- Intrigernas hus (1969)
- Staden sover (1970)
- Mördarens bok (1971)
- Vem väntar på värdshuset? (1972)
- Vi var tretton i klassen (1973)
- Det är ugglor i mossen (1974)
- Dubbelsäng i Danmark (1975)
- Körsbär i november (1976)
- Arvet efter Alberta (1977)
- Camilla vid skiljevägen (1978)
- Svar till Ensam Eva (1979)
- Inga pengar till Vendela (1980)
- Gullregn i oktober (1981)
- Docka vit, Docka röd (1982)
- Fyra fönster mot gården (1983)
- Använd aldrig arsenik (1984)
- Klappa inte katten (1985)
- Dödligt drama på Dramaten (1986)
- Ånglok 16 på fel spår (1987)
- Tvillingen i spegeln (1988)
- Flyttbil försvunnen (1989)
- Se Skoga och sedan... (1990)

### Voor adolescenten
- Akta dej, Katja! (1971)
- Hjälp mej, Katja! (1972)
- Jan och Katja jagar jultomten (1975)
- Jan och Katja jagar en kista (1977)